# Roberto Straal
Roberto Straal (Arnhem, 19 december 1966) is een voormalig Nederlands profvoetballer die onder meer speelde voor De Graafschap, Vitesse, MVV en sc Heerenveen.

## Clubvoetbal
Straal begon bij Zuid Arnhem en speelde in de jeugdopleiding van De Graafschap tot hij in 1986 als 19-jarige bij de eerste selectie werd gehaald. Straal zou slechts zes wedstrijden voor De Graafschap spelen, omdat hij na één seizoen vertrok naar provinciegenoot Vitesse. In zijn tweede seizoen bij Vitesse had Straal als verdediger met 35 wedstrijden een belangrijk aandeel in het kampioenschap en tevens promotie naar de Eredivisie van Vitesse. In het eerste seizoen 1989/90 werd voor het eerst sinds 1927 de bekerfinale gehaald tegen PSV. Een kwartier voor tijd kon Flemming Povlsen, door een verspeelde bal van Straal, recht op Raimond van der Gouw aflopen. Van der Gouw haalde de PSV'er neer en Stan Valckx scoorde de 1-0 door een penalty. In de blessuretijd trok Straal opnieuw alle aandacht op toen hij in het strafschopgebied vast werd gepakt door Wim Kieft en Valckx. John van den Brom miste uiteindelijk de gegeven penalty door de redding van Hans van Breukelen. Vitesse verloor uiteindelijk de bekerfinale in De Kuip met 1-0. In zeven seizoenen zou de multifunctionele verdediger uiteindelijk 170 competitiewedstrijden en veertien UEFA Cup-wedstrijden spelen.
Voor aanvang van het seizoen 1994/1995 vertrok Straal naar MVV. Zijn verblijf duurde echter maar één jaar, omdat Straal door Riemer van der Velde naar SC Heerenveen werd gehaald. Mede door een versleten linkerknie besloot SC Heerenveen om na drie jaar niet verder te gaan met Straal. Straal stopte echter nog niet met voetballen en vertrok naar de toentertijd Duitse tweedeklasser Arminia Bielefeld. In zijn eerste seizoen werd Straal voor de tweede keer in zijn carrière kampioen, waardoor hij het daaropvolgende seizoen in de Bundesliga zou spelen. Hierin kreeg Straal maar in zes wedstrijden speelminuten en Arminia Bielefeld degradeerde direct weer naar de 2. Bundesliga. Na wederom een seizoen nauwelijks gespeeld te hebben besloot Straal in 2001 zijn carrière als profvoetballer te beëindigen.
Straal, die van Surinaamse komaf is, ontsnapte in 1989 aan de SLM-ramp.

### Clubstatistieken als speler
| seizoen | club              | competitie     | duels | goals |
| ------- | ----------------- | -------------- | ----- | ----- |
| 1986/87 | De Graafschap     | Eerste divisie | 6     | 0     |
| 1987/88 | Vitesse           | Eerste divisie | 13    | 0     |
| 1988/89 | Vitesse           | Eerste divisie | 35    | 1     |
| 1989/90 | Vitesse           | Eredivisie     | 19    | 0     |
| 1990/91 | Vitesse           | Eredivisie     | 26    | 0     |
| 1991/92 | Vitesse           | Eredivisie     | 21    | 1     |
| 1992/93 | Vitesse           | Eredivisie     | 24    | 1     |
| 1993/94 | Vitesse           | Eredivisie     | 32    | 3     |
| 1994/95 | MVV               | Eredivisie     | 26    | 2     |
| 1995/96 | sc Heerenveen     | Eredivisie     | 12    | 2     |
| 1996/97 | sc Heerenveen     | Eredivisie     | 20    | 4     |
| 1997/98 | sc Heerenveen     | Eredivisie     | 27    | 1     |
| 1998/99 | Arminia Bielefeld | 2. Bundesliga  | 16    | 0     |
| 1999/00 | Arminia Bielefeld | Bundesliga     | 7     | 0     |
| 2000/01 | Arminia Bielefeld | 2. Bundesliga  | 3     | 0     |

## Trainerscarrière
Na zijn actieve periode als voetballer werd Straal actief als hoofdtrainer in het amateurvoetbal. Straal begon zijn trainerscarrière van VV Rheden A1. Vervolgens werd hij hoofdtrainer van SC Oranje. In 2007 maakte Straal de overstap naar de vierdeklasser VDZ. In 2008 keerde hij terug bij Vitesse als jeugdtrainer en commercieel medewerker. Na twee seizoenen nam Vitesse weer afscheid van Straal. In 2010 tekende hij een contract als trainer bij het Westervoortse AVW '66. Hij trainde daar het eerste van de club die op dat moment in de Eerste Klasse (zaterdag) speelde. In 2014 trad Straal in dienst bij SML, waar hij voordien de A1 en B1 trainde. In december 2018 werd hij op non-actief gezet vanwege tegenvallende resultaten. In het seizoen 2019/20 was Straal hoofdtrainer van een andere Arnhemse club, namelijk MASV. In april 2020 stopte hij daar en beëindigde zijn trainersloopbaan. 

## Erelijst
Vitesse
- Eerste Divisie

1989
 Arminia Bielefeld
- 2. Bundesliga

1999

## Bijzonderheden
- 2016: promotie naar de 3e klasse met SML
- 2017: promotie naar de 2e klasse met SML
- 2018: gedegradeerd uit de 2e klasse met SML